# Gonodontis clelia
Gonodontis clelia är en fjärilsart som beskrevs av Pieter Cramer 1780. Gonodontis clelia ingår i släktet Gonodontis och familjen mätare. Inga underarter finns listade i Catalogue of Life.

## Bildgalleri

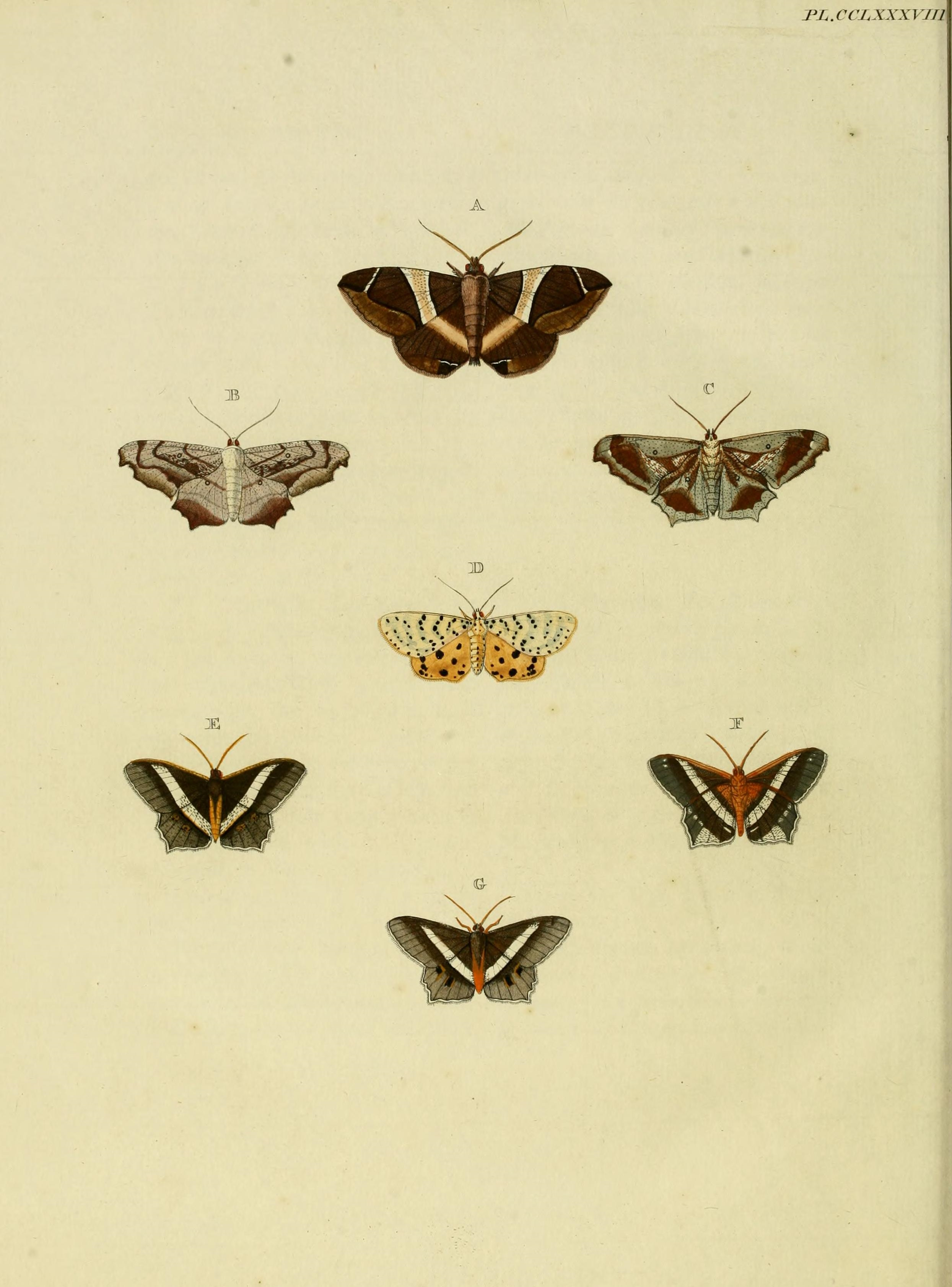